# Krîmka, Djankoi
Krîmka (în ucraineană Кримка) este o comună în raionul Djankoi, Republica Autonomă Crimeea, Ucraina, formată numai din satul de reședință.

## Demografie
Componența lingvistică a comunei Krîmka
     Rusă (61,66%)
     Tătară crimeeană (23,73%)
     Ucraineană (13,61%)
     Alte limbi (0,11%)
Conform recensământului din 2001, majoritatea populației comunei Krîmka era vorbitoare de rusă (61,66%), existând în minoritate și vorbitori de tătară crimeeană (23,73%) și ucraineană (13,61%).